# Casa de Moreta
La Casa de Moreta és un edifici situat al municipi de les Llosses, a la comarca catalana del Ripollès. Aquesta obra arquitectònica està inclosa en l'Inventari del Patrimoni Arquitectònic de Catalunya.

## Història
Moreta és un agregat de Palmerola i antigament va ésser la parròquia del terme, d'aquí la seva importància. A l'interior la casa conserva testimonis del seu ric passat, com mobles antics, imatges d'època barroca (vegeu una de les verges que custodia).

## Descripció
Edifici de tipus basilical que forma la pairaria de Moreta i que ha anat creixent segons les necessitats del moment. Les obertures principals es troben cap a sud. Els baixos es dediquen a corts i magatzems, el primer pis és la planta noble, on hi ha una gran sala, la cuina i les cambres principals. Els baixos es cobreixen amb voltes i la resta de la casa amb cabirons de fusta. La coberta és de teula àrab. La casa es troba en bon estat, perquè en l'actualitat és habitada. L'edifici principal es troba envoltada d'edificacions annexes, com masoveries i cabanes, sent la plaça central del conjunt, l'era de batre.
Al seu interior es conserven dos imatges barroques de la Mare de Déu, una de la Mare de Déu dels Dolors, que es conserva dins una capelleta, i una Mare de Déu del Roser, dins una fornícula feta a mida. També hi ha una imatge romànica de la Mare de Déu de Moreta, en molt mal estat de conservació.